# Dan Bălan
Dan Bălan (romanès: Dan Balan)  (Chisinau, 6 de febrer de 1979) és un cantant i compositor moldau, que fou líder del grup musical O-Zone.

## Biografia
Nat a Chișinău, fill de Mihai Balan, diplomàtic que fou ambaixador de la República de Moldàvia a Israel i posteriorment Cap del Servei d'Informació i Seguretat de la República de Moldàvia, i Ludmila Balan, una popular presentadora de televisió. Té una germana, la presentadora de televisió Sanda Bălan (n. 1984). El seu avi matern, Boris Vasiliev, fou deportat a Sibèria en la seva infantesa.
Dan va viure amb la seva família fins al 1995, any en què la família es va mudar a Tel-Aviv a causa del treball del seu pare com a ambaixador.
La seva primera aparició en públic va ser al xou Semaforul el 1988. Al mateix temps, els seus pares li van comprar el seu primer instrument, un acordió, amb el qual rebé classes fins a 1994.
El 1992 li van comprar la seva primera guitarra i es va centrar amb la música rock. El 1994, amb motiu d'un festival a la seva escola, Dan va presentar la seva primera cançó. Aquest mateix any escriví una cançó per al programa de televisió de la seva mare, i aquesta es va convertir en el seu primer èxit nacional.
El 1995 Dan també es va mudar amb la seva família a Tel-Aviv. Durant la seva estada a Israel, Dan va continuar component noves cançons. Amb el senzill "Despre tine" va aconseguir el número 1 a cinc països i ser el número 6 de les principals llistes musicals d'Europa.

## Discografia

### O-Zone
Dan va ser el principal mànager de la seva banda, produint i escrivint gairebé totes les composicions del grup. Dan va formar O-Zone el 199] i va llançar tres àlbums fins al 2004. El gran èxit va arribar amb DiscO-Zone, que va aconseguir el número 1 en sis països i va vendre al voltant de 2,5 milions de còpies arreu del món. Les cançons més reeixides de Dan amb la seva banda van ser "Dragostea din tei" i "Despre Tine", cançons de l'àlbum DiscO-Zone.

### Crazy Loop
El 2007 va introduir l'eurodance a la cançó Crazy Loop, amb la qual va aconseguir ser el número 1 de les llistes romaneses. El vídeo, dirigit per Marc Klasfeld, va ser filmat a Los Angeles, i llançat per tot Europa a mitjan octubre de 2007. Al mes de desembre Dan també va llançar un àlbum amb Crazy Loop anomenat "The Power of Shower".

### Chica Bomb
El 2009 va publicar la seva nova cançó "Chica Bomb", sensual i atrevida.